# Антоний и Клеопатра
«Анто́ний и Клеопа́тра» (англ. Antony and Cleopatra, в Первом фолио The Tragedie of Anthonie, and Cleopatra) — трагедия Уильяма Шекспира с сюжетом, основанном на переводе Плутарховского жизнеописания Марка Антония, выполненного Томасом Нортом с французского перевода Жака Амио. Пьеса была впервые поставлена «Слугами короля» в театре Блэкфрайарс или в театре «Глобус» примерно в 1607 г. Её первое появление в печати произошло в фолио 1623 г. Написана либо в 1607, либо в 1603—1604 гг.
Действие пьесы происходит в I веке до н. э. (от начала Парфянской войны до самоубийства Клеопатры). Главный антагонист — Октавиан Август, один из триумвиров вместе с Антонием во Втором Триумвирате, а также первый император Римской империи. Действие трагедии в основном происходит в Римской республике и птолемеевском Египте и характеризуется быстрыми сдвигами в географическом положении, а также между языковыми регистрами, поскольку в ней чередуются чувственная воображаемая Александрия и более прагматичный и строгий Рим.
Многие считают шекспировскую Клеопатру, о которой Энобарб говорит как «разнообразной вовек» (infinite variety), одним из наиболее сложных и многомерных женских персонажей в творчестве драматурга. Нередко она достаточно тщеславна и театральна, вызывая у публики почти что презрение; в то же время Шекспир наделяет её и Антония трагическим величием. Эти разноплановые черты привели к известным разногласиям среди критических отзывов. Трудно отнести Антония и Клеопатру к определённому жанру. Её можно описать как историческую пьесу (хотя она не полностью соответствует историческим фактам), как трагедию (хотя и не полностью в соответствии с аристотелевскими терминами), а также как комедию, как роман, и, по мнению некоторых критиков, как, например, Маккартер, как «проблемную пьесу». С уверенностью можно сказать лишь то, что это римская пьеса и, возможно, продолжение другой трагедии Шекспира, Юлий Цезарь.

## Действующие лица
- Марк Антоний, Октавий Цезарь, Лепид — триумвиры.
- Секст Помпей, Домиций Энобарб, Вентидий, Силий, Эрос, Канидий, Скар, Деркет, Димитрий, Филон — приверженцы Антония.
- Меценат, Агриппа, Тавр, Долабелла, Прокулей, Фидий, Галл — приверженцы Цезаря.
- Менас, Менекрит, Варрий — приверженцы Помпея.
- Евфроний — посланец Антония к Цезарю.
- Алексас, Мардиан, Диомед — придворные Клеопатры.
- Селевк — казначей Клеопатры.
- Предсказатель
- Сельчанин (или Шут; англ. The Clown)
- Клеопатра — царица Египта.
- Октавия — сестра Цезаря.
- Хармиана, Ирада — прислужницы Клеопатры.

## Сюжет

### Акт 1
Очарованный Клеопатрой, Марк Антоний забыл о супруге и внутренних делах Рима. Гонец приносит вести о его супруге, которая подняла бунт против Цезаря и, потерпев поражение, умерла. Октавий Цезарь призывает Антония вернуться из Александрии в Рим и помочь в борьбе против Помпея, а также морских пиратов Менаса и Менекрата. Антоний покидает Александрию.

### Акт 2
Борьбе против Помпея мешает ссора между Антонием и Цезарем. Чтобы укрепить их союз, Агриппа предлагает Антонию жениться на Октавии, сестре Цезаря. Оставшись наедине с Агриппой, Энобарб признаёт, что Октавия не может соперничать с Клеопатрой, говоря, что 

«…ни возрасту не иссушить её,

Ни вычерпать привычке не дано

Её бездонного разнообразия.

Другие женщины приесться могут,

Но насыщает чем она сильней,

Тем делает несытей…» (здесь и далее — перевод О. Сороки)

Предсказатель предупреждает Антония, что к Цезарю судьба благосклонней, чем к Антонию, и в их сражении победит Цезарь.
В Египте, Клеопатра хвалится своей победой над Антонием, но получает известие о свершившейся свадьбе Антония и Октавии.
Помпей ведёт переговоры с триумвирами о перемирии. Ему предлагают Сицилию и Сардинию в обмен на мир на море. Помпей принимает условия. Во время вакхической оргии Менас предлагает Помпею убить триумвиров и сделаться правителем Рима самому. Помпей отказывается.

### Акт 3
Клеопатре описывают внешность Октавии (она идеал женской красоты елизаветинского времени): 

«…Голос глух, плюгавый рост <…>

Она ползет, как будто неживая,

И статуей безжизненной стоит…»

 Клеопатра успокаивается — Антоний скоро к ней вернется.
Цезарь нарушает перемирие с Помпеем, что вызывает ярость Антония. Он возвращается в Александрию и коронует Клеопатру, как правителя Египта и восточной трети Римской империи. Октавий Цезарь бросает в тюрьму Лепида и осаждает Александрию. Антоний принимает вызов.

### Акт 4
Происходит сражение. Антоний наносит мощный удар по войскам противника, впереди битва на море, но египетский флот без боя сдается Цезарю. Антоний обвиняет в предательстве Клеопатру и грозит ей смертью. Клеопатра запирается в склепе и приказывает передать Антонию весть о её смерти. Узнав о «смерти» царицы, опозоренный Антоний просит своего приближенного Эроса убить его. Эрос не способен на такое убийство, вместо этого он убивает себя. Восхищенный мужеством Эроса, Антоний наносит себе смертельную рану. Перед смертью Антоний узнает, что Клеопатра жива, и умирает со словами любви: 

«…Умираю.

Не уступаю смерти лишь за тем,

Чтоб тысячи блаженных поцелуев

Одним последним, бедным завершить…»

### Акт 5
Октавий Цезарь убеждает Клеопатру сдаться. Клеопатра отказывается, предвидя, что это принесет ещё больший позор (и здесь Шекспир нас адресует к современному ему театру, с его «историческими хрониками» и актёрами-мальчиками в женских ролях): 

«…Ликторы-нахалы,

Как шлюх, нас будут лапать.

Рифмачи,

Фальшивя, распевать о нас баллады.

Комедианты юркие тотчас

Представят нас пирующих. Антоний

Вдрызг будет пьяным. И увижу я,

Как расписклявит царственность мою

Малец-актер с ужимкой потаскушьей…»

Клеопатра убивает себя ядовитым укусом аспида, представляя, как снова встретит Антония в загробной жизни. Её служанки Ирас и Хармиана тоже умирают, Ирас от горя, а Хармиана от одного из двух аспидов в корзине Клеопатры. Октавий обнаруживает трупы и испытывает противоречивые чувства. Смерть Антония и Клеопатры даёт ему возможность стать первым римским императором, однако он также испытывает к ним и некоторую симпатию. Он приказывает устроить публичные военные похороны.
Цезарь становится единовластным правителем Рима и велит с военными почестями похоронить Антония и Клеопатру в одной могиле.

## Датировка и текст
Многие учёные полагают, что пьеса Шекспира была сочинена в 1606—1607 гг., хотя ряд исследователей и выступает за более раннюю дату, около 1603-04 гг. Антоний и Клеопатра были внесены в Реестр канцелярских товаров (Stationers' Register, это была ранняя форма авторского права на печатные произведения) в мае 1608 г., но, похоже, она фактически не печаталась до публикации Первого фолио в 1623 г. Таким образом, фолио сегодня является единственным авторитетным текстом. Ряд учёных предполагает, что она берёт начало из собственного черновика Шекспира, или «дрянных бумаг» (foul papers), поскольку он содержит незначительные ошибки в речевых оборотах, а также указаниях для сцены, считающихся характерными для автора, находящегося в процессе сочинения.
Современные издания делят пьесу на обычную пятиактную структуру, но, как и в большинстве более ранних пьес, Шекспир не создавал никаких делений на акты. Его пьеса состоит из сорока отдельных «сцен», их больше, чем в любой другой пьесе. Даже слово «сцены» может быть неуместным для описания, ибо смена сцен часто очень плавная, почти что как монтаж. Большое количество сцен необходимо, так как действие часто переключается между Александрией, Италией, Мессиной на Сицилии, Сирией, Афинами и другими частями Египта и Римской республики. В пьесе 34 говорящих персонажа, что достаточно типично для шекспировской пьесы столь эпического масштаба.

## Классические аллюзии и аналогии: Дидона и Эней из «Энеиды» Вергилия
Многие критики отмечают сильное влияние римской эпической поэмы Вергилия «Энеида» на шекспировских «Антония и Клеопатру». Такого влияния следовало бы ожидать, учитывая преобладание аллюзий на Вергилия в культуре эпохи Возрождения, когда и получал образование Шекспир. Исторические Антоний и Клеопатра были прото- и анти-типами Дидоны и Энея Вергилия: Дидона, правительница североафриканского города Карфагена, искушает Энея, легендарного образца римского пиетас, отказаться от замысла основать Рим после падения Трои. Эней сопротивляется искушению Дидоны и оставляет её чтобы отправиться в Италию, ставя политическую судьбу превыше романтической любви, в отличие от Антония, ставящего страстную любовь к своей собственной египетской царице Клеопатре выше долга перед Римом. Учитывая устоявшиеся традиционные связи между вымышленными Дидоной и Энеем и историческими Антонием и Клеопатрой, неудивительно, что Шекспир включает в историческую трагедию многочисленные аллюзии на эпос Вергилия. Как отмечает Джанет Адельман, «практически все ключевые элементы Антония и Клеопатры можно обнаружить в „Энеиде“: противоположные ценности Рима и чужестранной страсти, политическая необходимость бесстрастного римского брака, концепция загробной жизни, в которой встречаются страстные влюблённые». Однако, по словам Хизер Джеймс, шекспировские аллюзии на Дидону и Энея Вергилия далеки от эпигонства. Джеймс подчёркивает разные способы подрывания идеологии вергилиевской традиции; одним из примеров является сон Клеопатры об Антонии в V акте («Мне снилось — жил когда-то император / По имени Антоний» [5.2.75, пер. М. Донского]). Джеймс утверждает, что в расширенном описании этого сна Клеопатра «реконструирует героическую мужественность Антония, личность которого была фрагментирована и рассеяна из-за римского мнения». Этот политически нагруженный сон — есть лишь один из примеров того, как история Шекспира дестабилизирует и в общем-то критикует римскую идеологию, унаследованную из эпоса Вергилия и воплощенную в мифическом римском предке Энее.

## Критическая история: изменение взглядов на Клеопатру
Клеопатра всегда представляла собой сложную фигуру, на протяжении всей истории её характер толковался по-разному. Возможно, наиболее известная дихотомия — это соблазнительница-манипуляторша и опытный предводитель. Изучение критической истории характера Клеопатры показывает, что интеллектуалы XIX и начала XX в. пренебрежительно считали её просто сексуальным объектом, а не образцом внушительной силы с большим самообладанием и способностью к лидерству.
Это хорошо видно у знаменитого поэта Т. С. Элиота. Он считал её не «обладающей властью» (no wielder of power), но скорее полагал, что её «пожирающая сексуальность … преуменьшает её силу» (devouring sexuality…diminishes her power). В его языке и в произведениях используются образы тьмы, желания, красоты, чувственности, плотскости, изображая не сильную и могущественную женщину, но соблазнительницу. На всём протяжении своего сочинения об Антонии и Клеопатре Элиот пишет о Клеопатре как материале, а не о личности. Он часто называет её «вещью» (thing). Элиот выражает точку зрения ранней критической истории насчёт характера Клеопатры.

Другие учёные тоже обсуждают взгляды ранних критиков на Клеопатру в связи со змеёй, означающей «первородный грех». Символ змеи «функционирует на символическом уровне как средство её подчинения, фаллического присвоения тела королевы (и той земли, которую оно воплощает) Октавием и империей». Змей, олицетворяя искушение, грех и женскую слабость, используется критиками XIX и начала XX в. для уменьшения политического авторитета Клеопатры и подчёркивания образа Клеопатры как соблазнительницы и манипуляторши.
Постмодернистский взгляд на Клеопатру более сложный. Дорис Адлер утверждает, что в постмодернистском смысле мы не можем понять характер Клеопатры, потому что «в каком-то смысле было бы искажением рассматривать Клеопатру в любой момент отдельно от всей той культурной среды, которая создаёт и поглощает Антония и Клеопатру на сцене. Однако изоляция и микроскопическое исследование одного аспекта отдельно от окружающей его среды — это попытка улучшить понимание более широкого контекста. Точно так же и выделение и исследование сценического образа Клеопатры становится попыткой улучшить понимание театральной силы её бесконечного разнообразия и культурного обращения с этой силой». Таким образом в качестве микрокосма Клеопатра может быть понята в постмодернистском контексте, если осознавать, что цель исследования этого микрокосма состоит в облегчении собственной интерпретации произведения как целого. Л. Т. Фитц полагает, что невозможно составить определённый постмодернистский взгляд на Клеопатру из-за сексизма, привносимого всеми критиками пьесы при рассмотрении её сложного характера. В частности, исследовательница заявляет: «практически все критические подходы к этой пьесе были окрашены сексистскими положениями, которые критики привносили в их прочтение».
Эти постоянные сдвиги в восприятии Клеопатры хорошо представлены в рецензии на постановку «Антония и Клеопатру» в Interart Theatre в Нью-Йорке Эстель Парсонс. Артур Холмберг утверждает: «то, что сперва казалось отчаянной попыткой предстать шикарным в модном нью-йоркском стиле, на самом деле было только изобретательным способом характеризовать различия между Римом Антония и Египтом Клеопатры. Большинство постановок основаны на достаточно предсказуемых контрастах костюмов, подразумевающих жёсткую дисциплину первого и вялое потакание собственным слабостям у второго. Используя этнические различия в речи, жестах и движениях, Парсонс сделала столкновение двух противоположных культур не только современным, но и острым. В этом контексте белые египтяне представляли собой изящную и древнюю аристократию — ухоженную, элегантно осаненную и обречённую. Римлянам, западным выскочкам, недоставало изящества и блеска. Однако только грубой силой они и будут властвовать над царствами и государствами». Эта оценка меняющегося образа Клеопатры в современных адаптациях пьесы Шекспира — ещё один примером того, как современный и постмодернистский взгляд на Клеопатру находится в непрестанном развитии.
Клеопатра с трудом поддаётся определению, поскольку лишь несколько аспектов её личности обращают на себя наше внимание. Тем не менее, наиболее превалирующие части её характера, по-видимому, осциллируют между могущественной правительницей, соблазнительницей и своеобразной героиней. Власть — одна из наиболее превалирующих черт характера Клеопатры, и она использует её в качестве средства контроля. Эта жажда власти проявляется в первоначальном соблазнении Антония, когда она была одета Афродитой, богиней любви, и совершила вполне расчётливый приём привлечения его внимания. Этот сексуализированный акт включает в себя роль Клеопатры как соблазнительницы, ведь именно её смелость и непримиримая манера поведения и оставляют память о ней как «жадной, распущенной блуднице». Однако, несмотря на «ненасытную сексуальную страсть», она тем не менее использовала эти отношения как часть более крупной политической схемы, ещё раз демонстрируя, сколь доминирующим было стремление Клеопатры к власти. Она была независимой и уверенной в себе правительницей, внушая представление о независимости и о силе женщин. Клеопатра имела очень широкое влияние и до сих пор не перестаёт быть ярким женским образом.

## Клеопатра и расовый вопрос
Театральные образы Клеопатры у Шекспира и других авторов имеют сложную историю. В издании «Антония и Клеопатры» для Pelican профессор Альберт Р. Браунмюллер (Alber R. Braunmuller) обсуждает, как в пьесе её оскорбляет Филон, называя её «цыганкой» (gypsy), это слово производное от «египтянки» (Egyptian), однако вместе с этим оно вызывает в памяти образы «румынов, темноволосых, темнокожих» (Romany people, dark-haired, dark-skinned), что должно было соответствовать бы более расовому изображению Клеопатры. Ещё одно примечательное оскорбление, используемое в пьесе по отношению к Клеопатре, — это когда Филон называет её «рыже-красной» (tawny). Браунмюллер отмечает, что этот оттенок «сложно определить исторически», но что «по-видимому, он означал некий коричневатый цвет, и Шекспир в другом месте использует его для описания загорелой или обгоревшей на солнце кожи, что елизаветинские каноны красоты считали нежелательным».
Браунмюллер контекстуализирует это для современной аудитории и пишет, что зрители и писатели во времена Шекспира имели более сложные воззрения на расовые вопросы, этническую принадлежность и связанные с этим темы, и что их точку зрения было «чрезвычайно трудно определить» (extremely hard to define). Существовали и предшественники шекспировского Антония и Клеопатры, изображавшие Клеопатру женщиной «македоно-греческого происхождения».
Анализ расового вопроса Паскалем Эбишером продолжает обсуждение исторически и культурно неоднозначной расы Клеопатры. Статья раскрывает более широкий контекст существующего академического обсуждения расовой принадлежности шекспировской Клеопатры. Эбишер рассматривает исторические изображения, предшествовавшие Шекспировскому изображению египетской царицы, и он использует их для анализа разноплановых анализов Клеопатры как чёрной или белой женщины, а также для осмысления того, как функционировала раса в период сочинения подобных пьес. Она заключает, что репрезентации Клеопатры были сложны и широко варьировались, с исторической точки зрения. Хотя на самом деле она была европейкой по этническому происхождению, её расовая идентичность на сцене переплетается с изображаемой культурной и социальной идентичностью, что затрудняет точное определение её расовой принадлежности. Эбишер указывает на учёных, например, "Линду Чарнс, [которая] проницательно отмечает, что «описания Клеопатры в пьесе [Шекспира] никогда не бывают больше описаний производимого на зрителей эффекта». В конце концов Эбишер приходит к выводу о необходимости "признать, что шекспировская Клеопатра ни черна, ни бела, и это не должно мешать нам оценить политическое значение кастинга актёров, но не должно вводить нас в соблазн думать, что для персонажа типа Клеопатры любой выбор актёров когда-либо будет «дальтоническим». В контексте театральных изображений Клеопатры Эбишер утверждает, что «расовые атрибуты — это не воплощённые, а театральные свойства, которые можно либо использовать, либо отбрасывать по своему произволению».

## Структура: Египет и Рим
Отношения между Египтом и Римом в «Антонии и Клеопатре» занимают центральное место в понимании сюжета, так как эта дихотомия позволяет читателю лучше осмыслить персонажей, их отношения и текущие события, происходящие на протяжении всей пьесы. Шекспир подчёркивает различия между двумя народами, используя язык и литературные приемы, также подчёркивающие разные характеристики двух стран их жителями. Литературоведы потратили много лет на выработку аргументов про «мужественность» Рима и римлян и «женственность» Египта и египтян. В традиционной критике Антония и Клеопатры «Рим характеризуется как мужской мир, которым правит суровый Цезарь, а Египет — как женское царство, воплощённое Клеопатрой, столь же изобильной, текучей и изменчивой, как сам Нил». В таком осмыслении мужчина и женщина, Рим и Египет, разум и эмоции, аскетизм и праздность видятся взаимоисключающими бинарными элементами, взаимосвязанными друг с другом. Прямота бинарности между мужским Римом и женским Египтом поставлена под сомнение в критике пьесы в конце XX в.: «Вслед за феминистской, постструктуралистской и культурно-материалистической критикой гендерного эссенциализма большинство современных шекспироведов склонны гораздо более скептически относиться к заявлениям, что Шекспир обладал уникальным пониманием вневременной „женственности“ (In the wake of feminist, poststructuralist, and cultural-materialist critiques of gender essentialism, most modern Shakespeare scholars are inclined to be far more skeptical about claims that Shakespeare possessed a unique insight into a timeless 'femininity'). Как следствие этого, критики в последние годы гораздо чаще описывали Клеопатру как персонажа, который смешивает или деконструирует свой пол, нежели как персонажа, олицетворяющего женское начало.

## Литературные приёмы для передачи различий между Римом и Египтом
В „Антонии и Клеопатре“ Шекспир использует литературные приёмы для передачи более глубоких различий между Римом и Египтом. Один из примеров этого — это схема контейнера (schema of the container), предложенная критиком Дональдом Фрименом в статье „The rack dislimns“. В статье Фриман утверждает, что контейнер представляет собой общую тему пьесы „знать значит видеть“ (knowing is seeing). В терминах литературоведения схема относится к плану всего произведения, то есть это означает, что у Шекспира существовал некий заданный путь для раскрытия значения „контейнера“ для публики в пьесе. Пример раскрытия контейнера можно увидеть в следующем отрывке:
Наш полководец вовсе обезумел!
Тот гордый взор, что прежде перед войском
Сверкал, как Марс, …
И сердце мощное, от чьих ударов
Рвались застежки панциря в сраженьях,
Теперь смиренно служит опахалом,

Любовный пыл развратницы студя. (1.1.1-2, 6-10, пер. М. Донского)
Отсутствие терпимости, налагаемое бескомпромиссным римским военным кодексом, выливающимся в развлечения полководца, метафоризировано как сосуд, контейнер, который не может вместить жидкость великой страсти Антония. Потом мы также видим, как сердце-контейнер Антония вновь набухает, потому что „превышена мера“ (o’erflows the measure, в рус. переводе искажено „вовсе обезумел“). Для Антония контейнер рима-мира является ограничителем и „мерой“, тогда как контейнер египетского мира освобождающей и обширной областью, которую он может исследовать. Контраст между ними выражается двумя известными речами пьесы:
Пусть будет Рим размыт волнами Тибра!
Пусть рухнет свод воздвигнутой державы!
Мой дом отныне здесь. Все царства — прах.

(1.1.34-36, пер. М. Донского)
Для Рима „растаять“ (англ. Let Rome in Tiber melt) означает потерю его определяющей формы, границы, в которой и содержатся его гражданский и военный код. Эта схема важна для понимания великого провала Антония, потому что римский контейнер больше не может определять его — даже для него самого. И наоборот, мы начинаем понимать Клеопатру, потому что контейнер её смертности больше не способен удерживать её. В отличие от Антония, чей контейнер истаивает, она обретает величие, будучи выпущена на воздух.
В статье „Римский мир, египетская земля“ (Roman World, Egyptian Earth) Мэри Томас Крейн вводит в пьесу ещё один символ: четыре стихии. В целом персонажи, связанные с Египтом, воспринимают свой мир состоящим из аристотелевских элементов, земли, ветра, огня и воды. По Аристотелю, эти физические элементы составляют центр вселенной, и Клеопатра верно предвещает свою грядущую смерть, провозглашая: „Я — воздух и огонь; освобождаюсь / От власти прочих, низменных стихий“ (I am fire and air; my other elements / I give to baser life, 5.2.289-290). Римляне, напротив, видимо, оставили эту систему позади, заменив её субъективностью, отделённой от природного мира и не замечающей его, и считают себя способными контролировать его. Эти различные системы мышления и восприятия приводят к различным версиям нации и империи. Относительно позитивное представление Шекспира о Египте иногда воспринимается как ностальгия по героическому прошлому. Так как во времена Шекспира теория аристотелевских стихий не пользовалась популярностью, то её также можно интерпретировать как ностальгию по старой теории материального мира, космосе первостихий и гуморов, где субъект и мир глубоко взаимосвязаны и наполнены смыслом. Таким образом это отражает различие между египтянами, связанными с элементальной землей, и римлянами с их господством над твёрдым и непроницаемым миром.
Литературоведы также полагают, что политические взгляды главных героев являются аллегорией на политическую атмосферу шекспировского времени. По словам Пола Лоуренса Роуза в статье „Политика Антония и Клеопатры“ (The Politics of Antony and Cleopatra), выраженные в пьесе взгляды о „национальной солидарности, социальном порядке и сильном правлении“ были знакомы после абсолютных монархий Генриха VII и Генриха VIII и политической катастрофы с Марией Стюарт. По сути, политические темы пьесы отражают различные модели правления во времена Шекспира. Политические взгляды Антония, Цезаря и Клеопатры — основные архетипы противоречивых взглядов на царскую власть в XVI в. Цезарь — представитель идеального государя, устанавливающего Pax Romana, наподобие политического мира, установившегося при Тюдорах. Его холодное поведение характерно представляет то, что в XVI в. считалось побочным эффектом политического гения. И наоборот, Антоний сконцентрирован на доблести и рыцарственности, и Антоний считает политическую силу победы побочным результатом того и другого. Власть Клеопатры описывается „голой, наследственной и деспотической“ (naked, hereditary, and despotic), она напоминает правление Марии I, в том смысле, что не совпадение то, что она и приводит к „гибели Египта“ (doom of Egypt). Отчасти это связано с эмоциональным сравнением их правления. Клеопатра, эмоционально привязанная к Антонию, привела Египет к погибели своей приверженностью любви, тогда как эмоциональная привязанность Марии Тюдор к католицизму привела её правление к политическому краху. Политические последствия пьесы являются отражением шекспировской Англии в смысле противодействия политического влияния и разума.

### Характеристика Рима и Египта
Критики часто использовали противопоставление Рима и Египта в „Антонии и Клеопатре“ для определения характеристик персонажей. Если некоторые персонажи более египетские, другие явно римские, а некоторые находятся в промежутке между ними, тогда как третьи пытаются оставаться нейтральными. Критик Джеймс Хирш заявил, что „в результате в пьесе драматизируются не 2, а 4 основных фигуративных места: Рим с римской точки зрения; Рим с египетской точки зрения; Египет с римской точки зрения, и Египет с египетской точки зрения“.

#### Рим с римской точки зрения
По словам Хирша, Рим во многом определяется оппозицией Египту. Где Рим рассматривается как структурированный, нравственный, зрелый и по сути мужеского типа, там Египет является полной его противоположностью; хаотический, безнравственный, незрелый и женственный. На самом деле даже различие между мужским и женским началом является чисто римской идеей, которую египтяне по большей части игнорируют. Римляне рассматривают „мир“ как нечто большее, чем то, что они могут завоевать и контролировать. Они считают себя „непроницаемыми для влияния окружающей среды“, полагая, что не они должны подвергаться влиянию и контролю со стороны мира, а наоборот.

#### Рим с египетской точки зрения
Египтяне считают римлян скучными, опрессивными, строгими и лишёнными страсти и творчества, предпочитающими строгие правила и предписания.

#### Египет с египетской точки зрения
Египетское мировоззрение отражает то, что Мэри Флойд-Уилсон назвала геогуморализмом, или верой в то, что климат и другие факторы окружающей среды формируют расовый характер. Египтяне считают себя глубоко переплетёнными с естественной „землей“. Египет — это не то место, которым они правят, но неотъемлемая их часть. Клеопатра считает себя воплощением Египта, так как она была взращена и сформирована окружающей средой, питаемой „навозом, / питающим нищих и царей“ (fed by the dung, the beggar’s nurse and Caesar’s, 5.2.7-8). Они считают жизнь более подвижной, менее структурированной, в которой допускаются и творчество, и страстные занятия.

#### Египет с римской точки зрения
Римляне считают египтян по существу негодными. Их страсть к жизни постоянно видится безответственной, слишком снисходительной, чрезмерно сексуализированной и беспорядочной. Римляне считают Египет отвлекающим манёвром, который способен сбивать с пути даже самых лучших людей. Это показано в отрывке, описывающем Антония.
Его приструнить надо, как мальчишку,
Который, невзирая на запрет,
Забаве краткой долг приносит в жертву.

(1.4.31-33, пер. М. Донского)
В конечном итоге дихотомия между Римом и Египтом используется для различия 2 наборов конфликтующих ценностей в 2 разных местах. Тем не менее, разделение шире, оно показывает конфликтующие наборы ценностей не только между 2 культурами, однако и внутри культур, даже внутри отдельных людей. Как утверждал Джон Гиллис, „ориентализм двора Клеопатры — с его роскошью, декадансом, великолепием, чувственностью, аппетитом, женственностью и евнухами — кажется систематической инверсией легендарных римских ценностей умеренности, мужественности, мужества“. Если ряд персонажей полностью попадает в категорию римлян или египтян (Октавий как римлянин, Клеопатра как египтянка), то другие, типа Антония, не способны выбирать между 2 конфликтующими местами и культурами. Вместо этого он колеблется между ними. В начале пьесы Клеопатра обращает внимание на это
Он собирался нынче веселиться, -
И вдруг о Риме вспомнил.

(1.2.82-83, пер. М. Донского)
Это показывает готовность Антония принимать удовольствия египетской жизни, и его склонность опять и опять возвращаться к мыслям и замыслам о Риме.
Ориентализм играет очень важную роль в истории Антония и Клеопатры. На ум приходит более конкретный термин Ричмонда Барбура, протоориентализм, то есть ориентализм до эпохи империализма. Это ставит Антония и Клеопатру в интересный период времени, существовавший прежде того, как Запад многое узнал о том, что станет Востоком, однако всё равно тем временем, когда было известно, что существуют земли и за пределами Европы. Это позволило Шекспиру использовать широко распространившиеся предположения об „экзотическом“ востоке, практически не прибегая к академическому инструментарию. Можно сказать, что Антоний и Клеопатра и их отношения представляют собой первую встречу двух культур в литературном смысле, и что эти отношения заложат основу идеи превосходства Запада над и подчинённости Востока. Можно утверждать, что, по крайней мере в литературном смысле отношения между Антонием и Клеопатрой были для ряда людей первым знакомством с межрасовыми отношениями. Это сыграло на руку идее, что Клеопатра выставляется как „другая“, а термины её описания — это „цыганка“ (gypsy). И именно это инакомыслие и лежит в основе самого произведения, это идея о том, что Антоний, человек западного происхождения и воспитания, соединил себя с восточными женщинами, стереотипными „другими“.

### Развитие взглядов критиков на гендерные характеристики
Феминистская критика Антония и Клеопатры дала более глубокое прочтение пьесы, бросила вызов прежним нормам критики и открыла более широкую дискуссию о характеристиках Египта и Рима. Однако, как признаёт Гейл Грин, необходимо обратить внимание и на то, что „феминистская критика [Шекспира] почти в такой же мере озабочена предубеждениями толкователей Шекспира, — критиков, режиссёров, редакторов — как и самим Шекспиром“.
Учёные-феминистки часто исследуют использование языка при описании Рима и Египта. Они утверждают, что на лингвистическом уровне Шекспир склонен характеризовать Рим „мужским“, а Египет — „женским“. По словам Гейл Грин, „женский“ мир любви и личных отношений вторичен по отношению к „мужскому“ миру войны и политики, [и] он мешал нам осознать, что Клеопатра является главной героиней пьесы, и тем самым искажал наше восприятие характера, темы и структуры». Выделение этих резко контрастирующих качеств двух фонов Антония и Клеопатры, как на языке Шекспира, так и в высказываниях критиков, привлекает внимание к характеристике заглавных персонажей, поскольку их соответствующие страны призваны представлять и подчёркивать их атрибуты.
Женская категоризация Египта, а затем и Клеопатры, получала негативную репрезентацию на всём протяжении более ранней критики. Историю Антония и Клеопатры часто обобщённо описывали либо как «падение великого полководца, преданного в своём обожании предательской распутницей, либо же как торжество трансцендентной любви». В любом случае Египет и Клеопатра представлены либо как разрушение мужественности и величия Антония, либо как катализаторы любовной истории. Однако после того, как в период между 1960 и 1980 гг. усилилось Женское освободительное движение, критики стали более внимательно изучать как шекспировскую характеристику Египта и Клеопатры, так и труды и мнения других критиков по тому же вопросу.
Джонатан Джил Харрис утверждает, что дихотомия Египта и Рима, которую часто принимают многие критики, представляет не только «гендерную полярность», но и «гендерную иерархию». Критические подходы к Антонию и Клеопатре с начала XX в. в основном ставили Рим иерархически выше Египта. Ранние критики, например, Георг Брандес, считали Египет менее значимой нацией из-за отсутствия жёсткости и структуры и отрицательно представляли Клеопатру «женщиной из женщин, квинтэссенцией Евы». Египет и Клеопатра представляются Брандесом неуправляемыми из-за их связи с рекой Нил и «нескончаемости» Клеопатры «вовек» (infinite variety 2.2.236).

В последние годы критики более внимательно относились к предыдущим прочтениям Антония и Клеопатры, обнаружив, что ряд аспектов был выпущен из виду. Раньше Египет характеризовался как нация женских атрибутов похоти и желания, тогда как Рим был более контролируем. Однако Харрис указывает, что и Цезарь, и Антоний обладают неконтролируемым желанием Египта и Клеопатры: у Цезаря желание политическое, а у Антония — личное. Далее Харрис утверждает, что римляне обладают неконтролируемой похотью и желанием «того, чего у них нет или не может быть». Например, Антоний желает свою жену Фульвию лишь после её смерти:
Ушла великая душа.
И этого я сам желал. Как часто
Хотим вернуть мы то, что лишь недавно
С презрением отшвыривали прочь,
А то, что нынче нам приятно, вдруг
Становится противным. О, когда бы
Могла исторгнуть мертвую из гроба
Её туда толкавшая рука!
Усопшая, она мне вновь близка…

(1.2.119-124, пер. М. Донского)
Таким образом, Харрис утверждает, что Рим ни в какой «гендерной иерархии» не стоит выше Египта.
Л. Т. Фитц прямо утверждает, что ранняя критика Антония и Клеопатры «окрашена сексистскими предположениями, привнесёнными критиками в своё прочтение». Фитц утверждает, что предыдущая критика делала сильный акцент на «злых и манипулятивных» способах Клеопатры, что ещё больше подчёркивается её связью с Египтом и её отличием от «целомудренной и покорной» римской Октавии. Наконец, Фитц подчёркивает склонность ранних критиков утверждать, что Антоний — единственный главный герой пьесы. Это утверждение очевидно в аргументе Брандеса: «когда [Антоний] погибает, став жертвой сладострастия Востока, то начинает казаться, что римское величие и Римская республика исчезают вместе с ним». Тем не менее, Фитц указывает, что Антоний умирает в IV акте, тогда как Клеопатра (и, следовательно, Египет) присутствует на всём протяжении V акта, пока она не совершает самоубийство в конце и «кажется, выполняет по крайней мере формальные требования трагического героя».
Эта критика — лишь ряд примеров того, как со временем менялись критические взгляды на «женственность» Египта и «мужественность» Рима и как развитие феминистской теории помогло расширить проблематику дискуссии.

## Темы и мотивы

### Двойственность и сопротивление
Относительность и двусмысленность — это важные идеи пьесы, и зрителям предлагается сделать выводы о двойственном характере многих персонажей. Отношения между Антонием и Клеопатрой можно легко интерпретировать как отношения любви или похоти; их страсть может быть истолкована как абсолютно разрушительная, но также и демонстрирующая элементы трансцендентности. Можно сказать, что Клеопатра покончила с собой из-за любви к Антонию или же потому, что утратила политическую власть. Октавия можно рассматривать либо как благородного и хорошего правителя, желающего лишь блага для Рима, либо как жестокого и безжалостного политика.

Основная тема, проходящая через всю пьесу, — это противостояние. В пьесе подчёркиваются, опровергаются, а также комментируются противопоставления Рима — Египту, любви — похоти, мужественности и женственности. Одна из наиболее известных речей Шекспира, практически дословно взятая из перевода Нортовских «Сравнительных жизнеописаний» Плутарха, — это описание Энобарбом Клеопатры на её корабле, полна противоположностей, сведённых воедино, что соответствует более широким оппозициям, свойственным остальной части пьесы:
Сейчас вам расскажу.
Её корабль престолом лучезарным
Блистал на водах Кидна. Пламенела
Из кованого золота корма.
А пурпурные были паруса
Напоены таким благоуханьем,
Что ветер, млея от любви, к ним льнул.
В лад пенью флейт серебряные весла
Врезались в воду, что струилась вслед,
Влюбленная в прикосновенья эти.
Царицу же изобразить нет слов.
Она, прекраснее самой Венеры, -
Хотя и та прекраснее мечты, -
Лежала под парчовым балдахином
У ложа стоя, мальчики-красавцы,
Подобные смеющимся амурам,
Движеньем мерным пестрых опахал
Ей обвевали нежное лицо,
И оттого не мерк его румянец,
Но ярче разгорался.

(Акт II, сцена 2, пер. М. Донского)
Сама Клеопатра видит в Антонии и Горгону, и Марса (Акт 2, Сцена 5, строки 118—119).

### Тема амбивалентности
Пьеса сознательно наполнена парадоксальностью и амбивалентностью для передачи антитез, делающих творчество Шекспира столь замечательным. Амбивалентность этой пьесы — это контрастная реакция от собственного характера. Это можно воспринимать как противопоставление слова и дела, однако не путать с «двойственностью». Например, после того, как Антоний бросает армию во время морского сражения для того чтобы следовать за Клеопатрой, он выражает раскаяние и боль в знаменитой речи:
Все пропало!
Я предан этой подлой египтянкой.
Флот перешел на сторону врага.
Смотри — они кидают шапки вверх
И вместе пьют, как старые друзья.
О тварь втройне продажная! Мальчишке
Меня ты предала. Теперь с тобой,
С тобой одной мое воюет сердце. -
(Скару.)
Войска распустишь. Мне одно осталось:
Свести с колдуньей счеты. И — конец.
Войска распустишь. И спасайся сам. Скар уходит.
О солнце! Мне уж больше не увидеть,
Как ты восходишь. Счастье и Антоний
Здесь, расставаясь, руки жмут друг другу.
Вот он — конец. Приверженцы мои,
Отказа не слыхавшие ни в чём,
Лизавшие мне пятки по-собачьи,
Сиропом растеклись и влить спешат
Нектар в цветенье Цезаря. А кедр,
Который поднимался выше всех,
Стоит с ободранной корой. Я предан.
О лживая египетская тварь!..
О колдовство! Ей стоило взглянуть -
И я бросал свои войска в сраженья.
Подумать, что её объятья были
Венцом моих желаний, целью жизни!
И вот она, как истая цыганка,
Меня мошеннически обыграла,
И нищим стал я. — Эрос! Эй, ко мне!

(IV.12.2913-2938, пер. М. Донского)
Однако затем он странно говорит Клеопатре: «Дороже мне одна твоя слеза / Всего, что я стяжал и что утратил. / Один твой поцелуй всё возместит» (3.12.68-70). Речь Антония передает боль и гнев, но он действует вопреки своим эмоциям и словам, и всё из любви к Клеопатре. Литературовед Джойс Кэрол Оутс объясняет: «Агония Антония удивительно приглушена для человека, который столь многого добился и потерял». Этот иронический разрыв между словом и делом персонажей подчёркивает тему амбивалентности. Более того, из-за потока постоянно сменяющихся эмоций на всём протяжении пьесы: «персонажи не знают друг друга, и мы можем их знать не больше, чем самих себя». Однако литературоведы полагают, что именно противопоставление и делает литературу качественной. Ещё один пример амбивалентности в «Антонии и Клеопатре» обнаруживается в I акте пьесы, когда Клеопатра спрашивает Антония: «Скажи мне, как сильно ты любишь». Цахи Замир указывает: «Постоянство сомнения пребывает в постоянном напряжении с противоположной потребностью в уверенности», и он указывает на постоянство сомнения, проистекающее из противоречия слова и дела у персонажей.

### Предательство
Предательство — лейтмотив всей пьесы. В тот или иной момент почти каждый персонаж предаёт либо свою страну, либо этический код или товарищей. Однако ряд персонажей колеблется между предательством и верностью. Эта борьба наиболее очевидна в действиях Клеопатры, Энобарба и, конечно, Антония. Антоний восстанавливает связь с римскими корнями и союзом с Цезарем, вступая в брак с Октавией, однако затем возвращается к Клеопатре. Дайана Кляйнер отмечает, что «мнимое предательство Антонием Рима было встречено публичными призывами к войне с Египтом». Хотя он и клянется оставаться верным в браке, но его порывы и неверность римским корням в конечном итоге и приводят к войне. Клеопатра дважды бросает Антония во время битвы, и то ли из страха, то ли из политических мотивов она обманывает Антония. Когда Фидий, посланник Цезаря, говорит Клеопатре, что Цезарь проявит милосердие, если она откажется от Антония, она быстро отвечает:
Наиучтивейший посол,
Ты Цезарю великому скажи:
Его победоносную десницу
Целую я коленопреклоненно
И свой венец кладу к его ногам.

(III.13.75-79, пер. М. Донского)
Шекспировед Сара Дитс (Sara Deats) утверждает, что предательство Клеопатры произошло "из-за успешной стачки с Октавием, оставившей её «благородной по отношению к самой себе». Однако она вскоре примиряется с Антонием, подтверждая свою верность ему и никогда по-настоящему не подчиняясь Цезарю. Энобарб, наиболее преданный друг Антония, предаёт Антония, когда тот бросает его ради Цезаря. Он восклицает: «С Антонием сражаться? Нет, пойду / И поищу зловонную канаву, / Чтоб там издохнуть» (IV. 6. 38-39). Хотя он и изменил Антонию, однако литературовед Кент Картрайт утверждает, что смерть Энобарба «раскрывает гораздо большую любовь» к нему, учитывая, что она вызвана виной за содеянное другу, что усугубляет путаницу верности и предательства персонажей, также обнаруженную и предшествующими критиками. Несмотря на ключевую роль верности для обеспечения союзов, Шекспир подчёркивает тему предательства, показывая, что людям у власти нельзя доверять, сколь бы честными ни казались их слова. Лояльность персонажей и обоснованность обещаний постоянно ставятся под сомнение. Постоянное колебание между союзами усиливает двусмысленность и неопределённость между верностью и предательством персонажей.

### Власть
В пьесе об отношениях между двумя империями присутствие темы власти и её перехода очевидно и превращается в лейтмотив. Антоний и Клеопатра борются за власть главы государства, однако тема власти также находит отклик и в романтических отношениях. Римский идеал власти состоит в политике, основанной на экономическом контроле. Являясь державой империалистической, Рим черпает силу в способности изменить мир. Ожидается, что Антоний, будучи римлянином, обладает определёнными качествами римской мужественности, особенно проявляемой на военной арене и в солдатском долге:
Тот гордый взор, что прежде перед войском
Сверкал, как Марс, закованный в броню,
Теперь вперен с молитвенным восторгом
В смазливое цыганское лицо,
И сердце мощное, от чьих ударов
Рвались застежки панциря в сраженьях,
Теперь смиренно служит опахалом,
Любовный пыл развратницы студя.

(I.1.2-10, пер. М. Донского)
Персонаж Клеопатры частично не поддаётся определению, поскольку её личность сохраняет таинственность. Она олицетворяет мистическую, экзотическую и опасную природу Египта как «змея старого Нила» (serpent of old Nile). Литературовед Лиза Старкс пишет, что "Клеопатра предстаёт в двойном образе «соблазнительницы/богини». Она постоянно описывается как обладательница неземной природе, простирающейся и до описания её как богини Венеры.
Царицу же изобразить нет слов.
Она, прекраснее самой Венеры, -
Хотя и та прекраснее мечты, -
Лежала под парчовым балдахином

(II.2.203-207, пер. М. Донского)
Эта загадочность, объединённая со сверхъестественным, захватывает не только зрителей и Антония, но и привлекает внимание всех остальных персонажей. Будучи центром разговора, когда не присутствует на сцене, Клеопатра постоянно пребывает в центре внимания, и поэтому требует контроля над сценой. Будучи объектом сексуального вожделения, она связана с римской потребностью постоянно завоёвывать. Сочетание сексуальной разнузданности с политической властью — угроза римской политике. Она активно участвует в военных вопросах, особенно когда говорит о себе «Я правлю царством / И наравне с мужчинами должна / Участвовать в походе» (III.7.37-38, пер. М. Донского). Где подлинно находится доминирующая сила — вопрос дискуссионный, однако в тексте есть ряд упоминаний об обмене властью в их любовных отношениях. Антоний говорит про власть Клеопатры над собой несколько раз на протяжении всей пьесы, и очевиднее всего тот, который связан с сексуальными намёками: «Ты это знала, египтянка, знала — / Руль сердца моего в твоих руках, / И за тобой последую я всюду. / Ты знала, что душой моей владеешь» (III.11.65-68, пер. М. Донского).

### Язык и власть
Манипуляции и стремление к власти — очень важные темы не только для пьесы, но и для отношений между Антонием и Клеопатрой. Оба используют язык для подрыва власти другого и усиления собственной власти.
Клеопатра использует язык для подрыва мнимой власти Антония над собой. «Римский» командный язык Клеопатры подрывает авторитет Антония. Используя римскую риторику, Клеопатра повелевает Антонием и другими в том же стиле Антония. В их первом обмене репликами в акте I, сцене 1 Клеопатра говорит Антонию о любви: «Но я хочу найти её границы» (I’ll set a bourn how far to be beloved, I.1.16, пер. М. Донского). Здесь Клеопатра говорит с возлюбленным авторитетно и утвердительно, что для шекспировской публики было бы несвойственно любовнице.
Язык Антония показывает его борьбу за власть против владычества Клеопатры. "Обсессивный язык Антония, структурированный, организованный, направленный на поддержание личности и империи в повторяющихся отсылках к"мере","собственности" и «правильности» выражает его бессознательное беспокойство по поводу целостности и нарушения границ" (Hooks 38). Кроме того, Антоний борется с увлечённостью Клеопатрой, и в сочетании со стремлением Клеопатры властвовать над ним это приводит к его падению. В акте I, сцене 2, он заявляет: «Нет, крепкие египетские путы / Порвать пора, коль не безумец я» (I.2.105-106, пер. М. Донского). Антоний чувствует себя скованным «египетскими путами», что указывает на то, что он признаёт контроль Клеопатры над собой. Он также упоминает, что утратил себя в старческом возрасте, то есть «себя» — это указание на Антония в качестве римского правителя, осуществляющего власть над людьми, включая и Клеопатру.
Клеопатре тоже удаётся заставить Антония говорить более театрально и тем самым подорвать его настоящий авторитет. В акте I, сцене 1, Антоний не только вновь говорит о своей империи, но и конструирует театральный образ: «Пусть будет Рим размыт волнами Тибра! / Пусть рухнет свод воздвигнутой державы! … И доказать берусь я миру, / Что никогда никто так не любил, / Как любим мы» (I.1. 35-42, пер. М. Донского) Клеопатра тут же говорит: «Блистательная ложь!», намекая публике, что ей желательно, чтобы Антоний руководствовался такой риторикой.
Статья Ячнина посвящена узурпации Клеопатрой власти Антония с помощью её и его языка, а статья Хукса придаёт вес попыткам Антония утверждения власти при помощи риторики. Обе статьи указывают на осведомлённость влюблённых о стремлении друг друга к власти. Несмотря на понимание и на политическую борьбу за власть в пьесе, Антонию и Клеопатре не удаётся достичь целей к концу пьесы.

### Гендер и травестирование

#### Гендер и его постановка
Антоний и Клеопатра — это по большому счёту пьеса, где преобладают мужчины и в которой персонаж Клеопатры имел значение как одна из немногих женских фигур и, безусловно, являлся единственным сильным женским персонажем. Как говорит Ориана Палуски в статье «Когда мальчики или женщины рассказывают свои сны: Клеопатра и мальчик-актёр» (When Boys or Women Tell Their Dreams: Cleopatra and the Boy Actor), «Клеопатра постоянно занимает центр если не сцены, то уж точно дискурса, часто заряженного сексуальными намёками и пренебрежительными тирадами мужского римского мира». Её значимость видна из постоянных упоминаний о ней, даже когда она не на сцене.
То, что говорят о Клеопатре, непохоже на то, что обычно говорят о правителе; создаваемый образ заставляет зрителей ожидать "увидеть на сцене не благородного Государя, но тёмное, опасное, злое, чувственное и развратное существо, обуздавшее «сердце предводителя». Эту опасно красивую женщину Шекспиру было трудно создать, поскольку все персонажи, мужские и женские, исполнялись мужчинами. Филлис Рэкин отмечает, что Энобарб говорит об одной из наиболее показательных сцен Клеопатры: «в знаменитой речи Энобарб напоминает о прибытии Клеопатры на Кинос». Это тщательно продуманное описание, которого никогда не смог бы представить молодой актёр. Именно таким образом «прежде чем мальчик [играющий Клеопатру] смог бы передать величие Клеопатры, он должен напомнить нам, что он не способен по-настоящему представить его». Образы Клеопатры нужно описывать, а не видеть на сцене. Рэкин отмечает, что «это обыкновенное дело для старой критики, что Шекспиру приходилось полагаться на свою поэзию и на воображение аудитории для того чтобы пробудить величие Клеопатры, поскольку он знал, что мальчик-актёр не сможет убедительно изобразить это».
Постоянные комментарии римлян насчёт Клеопатры часто принижают её, репрезентируя римские представления о чужестранцах и в особенности о египтянах. С точки зрения разумных римлян, шекспировская «египетская царица неоднократно нарушала правила декорума». Именно из-за этого дурновкусия Клеопатра и «олицетворяет политическую власть, ту власть, которая постоянно принижается, отрицается и сводится на нет римскими аналогиями». Многим приверженцам Антония его действия казались экстравагантными и чрезмерными: «Преданность Антония безмерна и, следовательно, иррациональна». Неудивительно поэтому, что она столь подчинённая королева.
И всё же она также показана и как обладательница реальной власти в пьесе. Когда Октавий угрожает ей унижением и полным подчинением, она кончает жизнь самоубийством: «Новый хозяин не должен заставить её замолчать, она сама заставит любого замолчать: „Цезаревым слугам / Я доверять не стану. Доверяю / Своей решимости, своим рукам“ (IV.15.51-52, пер. М. Донского). Отсюда можно провести связь между властью и исполнением женской роли в образе Клеопатры.

#### Интерпретации переодевания в одежду другого пола в пьесе
Учёные считают, что первоначальное намерение Шекспира состояло в представлении Антония в одежде Клеопатры, а её — в одеждах Антония в самом начале пьесы. Эта возможная интерпретация, по-видимому, усиливает связь гендера и власти в пьесе. Гордон П. Джонс уточняет важность этой детали:
Такой сатурналианский обмен костюмами во вступительной сцене открывал бы ряд важных перспектив для первых зрителей пьесы. Это должно было сразу же показывать состязательность двух влюблённых. Это бы создавало театральный контекст для более поздних воспоминаний Клеопатры о другом случае, когда она „надела / Я на него весь женский мой убор, / Сама же опоясалась мечом, / Свидетелем победы при Филиппах“ (II.5.22-23, пер. М. Донского). Это подготавливало почву для последующего настояния Клеопатры предстать „перед мужчиной“ (III.7.18) для того чтобы понести ответственность за войну; это также готовило аудиторию к унизительному молчаливому согласию Антони на узурпацию ею мужской роли.
Доказательства намерения изменения костюма включает ложное отождествление Энобарбом Клеопатры и Антония:
Энобарб. Тише вы! — Антоний
Хармиана. Нет, — царица

(пер. М. Донского)
Энобарб мог допустить эту ошибку, потому что привык видеть Антония в одежде царицы. Также можно предположить, что Филон имел в виду переодевание Антония в акте 1, сцене 1:
По временам, когда он не Антоний,
Теряет он величие души,
Которое Антнию присуще.

(пер. М. Донского)
В контексте переодевания в одежду другого пола „не Антоний“ может означать „когда Антоний одет как Клеопатра“.
Если Шекспир действительно хотел переодевать Антония в другую одежду, тогда это создавало бы ещё большее сходство между Антонием и Гераклом, это уподобление многие шеспироведы неоднократно отмечали ранее. Геракл (считавшийся предком Антония) был вынужден носить одежду королевы Омфалы, исполняя обязанности слуги при ней. Миф об Омфале — это осмысление гендерных ролей в греческом обществе. Шекспир, возможно, отдал дань уважения этому мифу как способу самостоятельно исследовать гендерные роли.
Однако было отмечено, что если женщины, одевавшиеся в одежду мужчин (то есть мальчики-актёры, игравшие роли женщин, переодетых мужчинами), были обычны для эпохи Шекспира, то обратная ситуация (то есть взрослый актёр-мужчина, одевавшйся как женщина) — это всё не существовало, не говоря уже о спорном случае Антония.

#### Толкования мальчиков, изображающих женских персонажей
„Антоний и Клеопатра“ также содержит автореференции к переодеванию в одежду другого пола, поскольку исторически это должно было происходить на лондонской сцене. Например, в V акте, второй сцене, Клеопатра восклицает: „Антония там пьяницей представят, / И, нарядясь царицей Клеопатрой, / Юнец пискливый в непристойных позах / Порочить будет царственностью мою“ (V.11.214-217, пер. М. Донского). Многие шекспироведы толкуют эти строчки как метатеатральную ссылку на собственную постановку Шекспира и тем самым комментируют собственную его сцену. Шекспироведы вроде Трейси Седингер (Tracey Sedinger) интерпретируют это как шекспировскую критику лондонской сцены, которая, упоминая мальчиков-актёров, играющих роль женщин, тем самым способствует превосходству сексуальности зрителя-мужчины. Ряд критиков предположил, что отношения между мужчинами в зале с мужской публикой и мальчиком-актёром, исполняющим женскую роль в пьесе, были бы менее опасны, чем если бы эту роль играла женщина. Именно так лондонская сцена и культивировала у своей публики целомудренную и послушную женскую природу, а мужскую сексуальность она позиционировала в качестве доминантной. Критики Шекспира писали, что метатеатральные отсылки в „Антонии и Клеопатре“, по-видимому, направлены на критику этой тенденции, а репрезентация Клеопатры как сексуально властной личности поддерживает их утверждение, что Шекспир стремится поставить под сомнение угнетение женской сексуальности в лондонском обществе. Таким образом, трансвестит — это не какой-то видимый объект, но скорее структура, „разыгрывающая провал господствующей эпистемологии, где знание приравнивается к видимости“. Таким образом, здесь утверждается, что переодевание в одежду другого пола на лондонской сцене — вызов господствующей эпистемологии елизаветинского общества, связывавшей зрение со знанием. Мальчики-актёры, изображающие женскую сексуальность на лондонской сцене, вступали в противоречие с такой простой онтологией.
Такие критики как Рэкин, интерпретируют метатеатральные отсылки Шекспира на переодевание в одежду другого пола на сцене не столько как внимание к социальным элементам, но скорее как интерес к драматическому обрамлению. Рэкин утверждает в своей статье „Шекспировский мальчик-Клеопатра“ (Shakespeare’s Boy Cleopatra), что Шекспир использует переодевания для того чтобы подчеркнуть главный мотив пьесы — безрассудство, (recklessness) — которое обсуждается в этой статье как лейтмотивные элементы игры без должного учёта последствий. Рэкин даёт ту же цитату: „Антония там пьяницей представят, / И, нарядясь царицей Клеопатрой, / Юнец пискливый в непристойных позах / Порочить будет царственностью мою“ (V.11.214-217, пер. М. Донского)», чтобы привести аргумент того, что здесь публике напоминают о том же самом обращении, которое и персонаж Клеопатры получает на сцене Шекспира (ведь её играет мальчик-актер) (V.2.214-217). Шекспир, используя метатеатральную отсылку к собственной сцене, подкрепляет мотив безрассудства, целенаправленно разрушая «приятие публикой драматической иллюзии».
Другие критики считают, что переодевание в одежду другого пола, как оно происходит в пьесе, — это не просто условность, но скорее воплощение преобладающих структур власти. Критики навроде Чарльза Форкера утверждают, что мальчики-актёры стали результатом т. н. «андрогинности». В его статье утверждается, что «женщин не допускали на сцену из-за их собственной сексуальной защиты» и потому, что «патриархально аккультурированная публика, по-видимому, считала невыносимым видеть английских женщин — тех, кто будет представлять матерей, жен и дочерей — в сексуально компрометирующих ситуациях». По сути, травестия происходит из-за патриархально структурированного общества.

### Империя

#### Сексуальность и империя
Мотив империи в «Антонии и Клеопатре» имеет сильные гендерные и эротические подоплёки. Антоний, римский солдат, представленный с определённой женственностью, — это главный предметом завоевания, сперва его повергает пред собой Клеопатра, а затем Цезарь Октавий. Триумф Клеопатры над возлюбленным засвидетельствован самим Цезарем, насмехающимся над тем, что Антоний «Не мужественней, чем Клеопатра / Которая не женственней, чем он» (I.4.5-7, пер. М. Донского). То, что Клеопатра берет на себя роль мужчины-агрессора в отношениях с Антонием, не должно нас удивлять; в конце концов, «культура, стремящаяся доминировать над другой культурой, [часто] наделяет себя мужскими качествами, а культуру, над которой стремится доминировать, — женскими». Соответственно, романтические нападки Клеопатры часто передаются с политическим и воинственным подтекстом. Последующая утрата мужественности Антонием, по-видимому, "означает его утраченную принадлежность к Риму, а 10 сцена третьего акта представляет собой виртуальную литанию его утраченного и феминизированного «я», его «чудесный шанс». На протяжении всей пьесы Антоний постепенно лишается этого римского качества, столь желанного в его ностальгических интерлюдиях, — в самых центральных сценах пьесы его меч (явно фаллический образ), как он говорит Клеопатре, «ослабел из-за его любви» (III.11.67). В Акте 4, сцене 14, «обезримленный Антоний» (an un-Romaned Antony) сокрушается: «Твоя бесчестная царица / Меч у меня украла»(22-23, пер. М. Донского); критик Артур Л. Литтл-младший пишет, что здесь «он, видимо, близко вторит жертве кражи невесты, потеряв меч, который желает обратить на самоё себя. Когда Антоний пытается использовать свой меч, чтобы покончить с собой, он представляет собой не более чем реквизит сцены». Антоний превращён в политический объект, в «пешку в силовой игре между Цезарем и Клеопатрой».
Не сумев воплотить в жизнь римскую мужественность и добродетель, Антоний может «вписать себя в имперский нарратив Рима и разместить себя в ситуации рождения империи» лишь для того чтобы представить себя женским архетипом жертвенной девы; «как только [он] понимает свою неудавшуюся virtus, свою неспособность быть Энеем, он пытается подражать Дидоне». Антония и Клеопатру можно счесть переписыванием вергилиевского эпоса, в котором сексуальные роли поменялись местами. Джеймс Дж. Грин пишет об этом: «Если одним из основополагающих мифов в культурной памяти нашего прошлого является отказ Энея от африканской королевы ради основания Римской империи, то, безусловно, важно, что шекспировский персонаж… точно и совершенно сознательно изображает образ действий, противоположный прославленному Вергилием. Ибо Антоний… обратил спину тому самому римскому государству, основанному Энеем, ради своей африканской царицы». Антоний даже пытается покончить жизнь самоубийством из-за своей любви, однако в конце концов терпит неудачу. Он не способен «занять … политически влиятельного места» жертвенной женщины. Обильные образы, касающиеся его личности — «[образы] проникновения внутрь, ран, крови, брака, оргазма и стыда» — подтверждают мнение ряда литературоведов, что тело Антония «представляется странным, то есть открытым мужским телом… [оно] не только „сгибается“ в преданности, но… нагибается». Напротив, «и у Цезаря, и у Клеопатры мы видим очень активную волю и энергичное стремление к цели». Однако если эмпирическую цель Цезаря можно считать строго политической, то цель Клеопатры эксплицитно эротическая; она побеждает плотски — действительно, «Великий Юлий Цезарь / И тот свой меч в постель к ней уложил. / Он шёл за плугом, жатва ей досталась» (II.2.232-233, пер. М. Донского). Её мастерство не имеет равных, когда дело доходит до соблазнения определённых могущественных личностей, однако популярная критика поддерживает такое представление, что "основной ход действия пьесы можно охарактеризовать как машину, специально разработанную для того, чтобы подчинить её римской воле… и, без сомнения, римский порядок в конце пьесы является суверенным. Но вместо низведения её до позора, римская власть принуждает её возвыситься до благородства. Цезарь говорит об её последнем поступке: «Вот мужественный шаг. Она, проникнув / В мои намеренья, нашла по-царски / Достойный выход» (5.2.325-327).
Артур Л. Литтл (Arthur L. Little) считает, что желание превзойти королеву имеет оттенок телесности: «Если чёрный — читай иностранный — мужчина, насилующий белую женщину, заключает в себе иконографическую истину… сексуальных, расовых, национальных и имперских страхов доминирующего общества, то белый мужчина, насилующий чернокожую женщину, становится доказательством самоуверенной и хладнокровной мёртвой хватки над этими представительными иностранными телами». Кроме того, он пишет: "Рим формирует свою египетскую имперскую борьбу нагляднее всего вокруг контуров сексуализированного и расистского чёрного тела Клеопатры — её «рыжевато-коричневого цвета», её «цыганской похоти» и её распутной кульминационной генеалогии. В том же духе эссеист Дэвид Квинт утверждает, что «у Клеопатры противопоставление Востока и Запада характеризуется с точки зрения пола: инаковость жителя Востока становится инаковостью противоположного пола». Квинт утверждает, что Клеопатра (а не Антоний) соответствует архетипу Дидоны Вергилия; «Женщина подчинена, как это часто происходит в „Энеиде“, она отстранена от власти и от процесса устройства империи: это исключение очевидно в поэме, когда Креуса исчезает, а Дидона покинута … поэтому место или перемещение женщины находится на Востоке, а в эпопее присутствует ряд восточных героинь, чьи соблазны потенциально более опасны, чем восточное оружие», то есть Клеопатра.

#### Политика империи
Антоний и Клеопатра неоднозначно раскрывает тему политики империализма и колонизации. Критики давно пытаются распутать паутину политических подтекстов, присущих пьесе. Толкования произведения часто опираются на понимание Египта и Рима, поскольку они соответственно обозначают елизаветинские идеалы Востока и Запада, способствуя давнему разговору о представлении отношений между империализирующими западными странами и колонизированными восточными культурами. Несмотря на окончательную победу Октавия Цезаря и поглощение Египта Римом, пьеса Антоний и Клеопатра противостоит чёткому сценарию западных ценностей. Действительно, самоубийство Клеопатры истолковывалось как свидетельство неукротимого качества Египта и подтверждение того, что восточная культура является вечным соперником Запада. Однако, особенно в более ранней критике, повествовательная траектория римского триумфа и мнимая слабость Клеопатры как правительницы допустили прочтения, которые привилегируют Шекспировское представление о римском мировоззрении. Шекспир считает Октавиана идеальным правителем, хотя, возможно, дурным товарищем или объектом любовного влечения, тогда как Рим — символ разума и политического совершенства. В таком прочтении Египет предстаёт разрушительным и вульгарным; критик Пол Лоуренс Роуз пишет: «Шекспир ясно представляет Египет как политический ад для субъекта, где естественные права ничего не стоят». В призме такого прочтения господство Рима над Египтом говорит не столько о практике имперского строительства, сколько о неизбежном преимуществе разума над чувственностью.
Недавнее влияние школы нового историзма и постколониальных исследований привели к чтению Шекспира, в котором пьеса характеризуется как подрывная или по крайней мере бросающая вызов статус-кво западного империализма. Утверждение критика Эбигейл Шерер о том, что «Шекспировский Египет — это праздничный мир», напоминает критические замечания в адрес Египта более ранних учёных, а также оспаривает их. Шерер и критики, признающие большую привлекательность Египта, связали зрелище и славу величия Клеопатры со зрелищем и со славой самого театра. Пьесы, будучи рассадниками праздности, подвергались нападкам со стороны всех уровней власти в 1600е гг.; прославление в пьесе удовольствия и праздности в покорённом Египте делает возможным проведение параллелей между Египтом и строго цензурируемой театральной культурой Англии. В контексте политической атмосферы Англии представление Шекспира о Египте как большом источнике поэзии и воображения не выдерживает поддержку колониальных практик XVI в. Важно отметить, что санкция короля Якова на основание Джеймстауна произошла через пару месяцев после дебюта Антония и Клеопатры на сцене. Англия эпохи Возрождения оказалась в положении, аналогичном ранней Римской республике. Публика Шекспира, возможно, установила связь между экспансией Англии на запад и спутанным представлением Антония и Клеопатры насчёт римского империализма. Подрывной пьесу Шекспира также делает утверждение, что зрители XVI в. толковали изображение различных моделей правления в Антонии и Клеопатре как разоблачение слабостей, присущих абсолютистской, имперской и монархической политической власти.

#### Империя и интертекстуальность
Один из способов прочтения империалистических тем пьесы — посредством исторического и политического контекста с учётом интертекстуальности. Ряд учёных предполагает, что Шекспир обладал обширными познаниями истории времён Антония и Клеопатры благодаря Плутарху и использовал рассказ Плутарха в качестве плана собственной пьесы. Более пристальный взгляд на эту интертекстуальную связь показывает, что Шекспир использовал утверждение Плутарха о возведении Антонием своей генеалогии до Геракла, а также провёл параллель с Клеопатрой, нередко связывая её с Дионисом в своей пьесе. Следствием этой исторической изменчивости является то, что Шекспир переносит неримлян на своих римских персонажей, и, таким образом, его пьеса говорит и про политическую повестку дня, а не является просто исторической реконструкцией. Однако Шекспир отклоняется от послушного следования Плутарху, усложняя простую дихотомию доминирующего/доминируемого формальным выбором. Например, быстрый обмен диалогами может указывать на более динамичный политический конфликт. Кроме того, ряд характеристик, как, например, Антоний, чьи «ноги пересекают океан» (legs bestrid the ocean, V.2.82), а это указывают на постоянные изменения и изменчивость. Плутарх, с другой стороны, имел «тенденции стереотипизировать, поляризовать и преувеличивать, что было присуще пропаганде, окружавшей его подданных».
Кроме того, из-за маловероятности того, что у Шекспира мог быть прямой доступ к греческому тексту «Параллельных жизнеописаний» Плутарха, поэтому он, вероятно, читал его во французском переводе с латинского, то его пьеса конструирует римлян с помощью анахронической христианской чувствительностью, на которую помимо прочего могла повлиять Исповедь Августина. Как пишет Майлз, до Августина древний мир не знал о внутреннем мире и о зависимости спасения от совести. В христианском мире спасение возлагалось на человека и принадлежало ему, тогда как римский мир считал спасение политическим. Таким образом, шекспировские персонажи в «Антонии и Клеопатре», особенно Клеопатра с её верой в то, что её самоубийство — проявление свободы воли, обнаруживают христианское понимание спасения.
Ещё одним примером отклонения от исходного материала является то, как Шекспир характеризует правление Антония и Клеопатры. Если Плутарх выделяет «порядок исключительного общества», которым себя окружали влюблённые, — общество с чётко определённым и ясным пониманием иерархий власти, определяемых рождением и статусом, — то пьеса Шекспира кажется более внимательной к динамике удовольствия как основной темы всей пьесы. Как только удовольствие становится движущей силой силы, оно начинает пронизывать всё общество и политику. Удовольствие является отличительным признаком Клеопатры и Антония, Египта и Рима и может быть истолковано как фатальный недостаток героев, если Антоний и Клеопатра является трагедией. Для шекспировских Антония и Клеопатры исключительность и превосходство, обеспечиваемые удовольствием, создавали разрыв между правителем и подданными. Критики предполагают, что Шекспир проделал аналогичную работу с этими источниками и в Отелло, Юлии Цезаре и Кориолане.

#### Удача и случай: политика и природа
Концепция удачи или Фортуны часто упоминается в «Антонии и Клеопатре», это изображается как сложная «игра», в которой участвуют персонажи. Элемент Судьбы лежит в представлении пьесы о «случайности», поскольку испытывающий благосклонность Фортуны / Случая в тот или иной конкретный момент и становится наиболее успешным персонажем. Шекспир представляет Фортуну посредством стихийных и астрономических образов, напоминающих об осознании персонажами «ненадёжности мира природы». Это ставит под сомнение степень влияния действий персонажей на последствия, а также на то, зависят ли персонажи от предпочтений Фортуны или Случайности. В конце концов Антоний осознаёт, что, наряду с другими персонажами, он всего лишь «Fortune’s knave», простая карта в игре «Случайности», но не игрок. Это осознание говорит о том, что Антоний осознаёт собственное бессилие по отношению к силам Случайности или Фортуны. Следовательно, то, как персонажи распоряжаются своей удачей, имеет большое значение, ибо они могут разрушить собственные шансы на удачу, чрезмерно используя своё состояние, не налагая на свои действия ограничений, как это сделал Антоний. Шекспировед Мэрилин Уильямсон отмечает, что персонажи могут испортить свою удачу, «заходя слишком высоко», как это сделал Антоний, игнорируя обязанности в Риме и проводя время в Египте с Клеопатрой. Хотя Фортуна действительно играет большую роль в жизни персонажей, однако у них присутствует способность проявлять свободную волю; поскольку Фортуна не так ограничительна, как Судьба. Это предполагают действия Антония, поскольку он может использовать свою свободную волю для того чтобы пользоваться своей удачей, выбирая собственные действия. Наряду с тем, как для описания Фортуны используются природные образы она сама характеризуется как стихия, вызывающая природные потрясения. Это означает, что удача — это сила природы, она больше, чем человечество, и ею нельзя манипулировать. «Азартная игра», которую вводит в действие Фортуна, может быть связана с политикой, подкрепляя тот факт, что персонажи должны играть на удачу как в фортуне, так и в политике ради определения победителя. Однако кульминацией игры становится осознание Антонием того, что он всего лишь карта, а не игрок в этой игре.
Мотив «игры в карты» имеет политический оттенок, так как он связан с характером политических сделок. Цезарь и Антоний действуют друг против друга, точно играют в карточную игру; играя по правилам случая, который время от времени колеблется в своих предпочтениях. Хотя Цезарь и Антоний и могут разыгрывать политические карты друг с другом, их успехи в некоторой степени зависят от случая, что указывает на определённую границу и предел их контроля над политическими делами. Кроме того, постоянные ссылки на астрономические тела и «подлунные» образы ассоциируются с судьбоподобным качеством характера Фортуны, указывая на отсутствие контроля со стороны персонажей. Хотя персонажи в какой-то степени проявляют свободную волю, успех их действий в итоге зависит от удачи, которую дарует им Фортуна. Движение «луны» и «приливов» часто упоминаются на протяжении всей пьесы, например, когда Клеопатра заявляет, что после смерти Антония не осталось ничего важного «под луной» (beneath the moon). Стихийные и астрономические «подлунные» образы, часто упоминаемые на протяжении всей пьесы, таким образом переплетаются с политическими манипуляциями, которые подстрекает каждый персонаж, однако в результате победитель политической «игры» частично полагается на Случайность, которая и обладает наивысшим качеством, которое персонажи не способны контролировать, и поэтому должны подчиняться.

## Постановки
Сведений о самых ранних постановках нет.
Первая известная постановка — 20 мая 1608, «Энтертейнмент стейшонерс холл» (Лондон).
В XVIII—XIX веках ставилась в лондонских театрах («Друри-Лейн», 1890; «Олимпик», 1897 и др.) преимущественно в различных обработках, — в том числе в переделке Драйдена под названием «Всё для любви».
Роль Клеопатры исполняла Элеонора Дузе во время своего мирового турне.

### Великобритания, XX век
- 1931 — Олд Вик, Лондон; Антоний — Джон Гилгуд, Энобарб — Ральф Ричардсон.
- 1953 — Мемориальный Шекспировский театр, Стратфорд-на-Эйвоне; Антоний — Майкл Редгрейв, Цезарь — Мариус Горинг[англ.], Клеопатра — Пегги Эшкрофт.
- 1957 — Олд Вик, Лондон — Реж. Роберт Хелпмен; Антоний — Мичелл, Клеопатра — Маргарет Уайтинг.

## Экранизации
- «Антоний и Клеопатра» (1908), немой, США, реж. Дж. Стюарт Блэктон и Чарльз Кент, Марк Антоний — Морис Костелло
- «Клеопатра» (1910), немой, Франция, реж.Генри Андреани[англ.] и Фердинан Зекка
- Марк Антоний и Клеопатра(1913), немой, Италия, реж. Энрико Гуаццони, Марк Антоний — Гамлет Новелли[англ.], Клеопатра — Джианна Террибили-Гонсалес
- Клеопатра, (1917) немой, США, режиссёр Дж. Гордон Эдвардс[англ.], Клеопатра — Теда Бара,
- «Антоний и Клеопатра[фр.]» (1924), немой, США, реж.Брайн Фой[фр.]
- «Антоний и Клеопатра» (1951) Великобритания. В ролях: Марк Антоний — Роберт Спейт[англ.], Клеопатра — Паулина Леттс
- «Антоний и клеопатра[англ.]», Австралия (ТВ) (1959). Режиссёр Кристофер Мьюир[англ.]. В ролях: Марк Антоний — Кит Иден, Клеопатра — Беттина Кауффман
- «Антоний и Клеопатра» (1963), телефильм, ФРГ, реж. Райнер Вольфхардт[нем.]. В ролях: Петер Пазетти[нем.] — Марк Антоний, Лола Мютель[нем.] — Клеопатра
- «Антоний и Клеопатра», Великобритания. (ТВ) (7—9 серии сериала Распространение орла[англ.], 1963 режиссёр Питер Дьюс[нем.]. В ролях: Марк Антоний — Кит Митчелл, Клеопатра — Мэри Моррис
- «Антоний и Клеопатра» / Antonio e Cleopatra, Италия (ТВ), 1965, режиссёр Витторио Коттафави[итал.]. В ролях: Марк Антоний — Энрико Мария Салерно, Клеопатра — Валерия Валери[итал.]
- Антоний и Клеопатра / Antoine et Cléopâtre (1967), Франция (ТВ), режиссёр Жан Пра[фр.]. В ролях: Марк Антоний — Франсуа Шометт, Клеопатра — Жюдит Магр
- «Антоний и Клеопатра» (1972), США-Испания-Швейцария, реж. Чарльтон Хестон
- «Антоний и клеопатра[англ.]» (1974) (ТВ), Великобритания, реж. Джон Скофилд, постановка Королевского Шеспировского театра. В ролях: Марк Антоний — Ричард Джонсон, Клеопатра — Джанет Сазман, Октавиан Август — Корин Редгрейв, Гней Домиций Агенобарб — Патрик Стюарт
- «Антоний и Клеопатра», (1977), СССР: фильм-балет Ленинградской студии телевидения, балетмейстер И.Чернышёв, муз. Эдуарда Лазарева, Марк Антоний — Джон Марковский, Клеопатра — Алла Осипенко
- «Антоний и Клеопатра» (1980), СССР: телеспектакль Театра имени Вахтангова, режиссёры Евгений Симонов, Леонид Пчёлкин. В ролях: Марк Антоний — Михаил Ульянов, Клеопатра — Юлия Борисова, Октавиан Август — Василий Лановой
- «Антоний и Клеопатра» (1981), Великобритания, США, режиссёр Джонатан Миллер (BBC Shakespeare Collection[англ.]). В ролях: Марк Антоний — Колин Блейкли[англ.], Клеопатра — Джейн Лапотейр, Октавиан Август — Иэн Чарлсон
- Антоний и Клеопатра, (ТВ) США, 1984, режиссёр Лоуренс Карра[англ.]. В ролях: Марк Антоний — Тимоти Далтон, Клеопатра — Линн Редгрейв
- «Каннаки[англ.]» / Kannaki, Индия (малаялам) 2002, режиссёр Джайярадж[англ.], Маникьян (Антоний) — Лал[англ.], Каннаки (Клеопатра) — Нандита Дас
- «Антоний и Клеопатра», Великобритания, 2017, Шекспировская королевская компания в прямом эфирею, режиссёр Икбаль Хан. В ролях: Марк Антоний — Энтони Бирн Клеопатра — Джозетт Саймон
- «Потерянная „Клеопатра“», США, 2017, режиссёр Филипп Дай Реконструкция утерянного фильма 1917 года с Тедой Бара
- * «Антоний и Клеопатра», Великобритания, 2018, Национальный театр в прямом эфире, режиссёры Саймон Годвин[англ.], Тони Греч-Смит. В ролях: Марк Антоний — Рэйф Файнс, Клеопатра — Софи Оконедо

### Тексты
- «The Tragedy of Antony and Cleopatra» (англ.)
- [www.lib.ru/SHAKESPEARE/shks_antony.txt «Антоний и Клеопатра» (перевод М. Донского)]
- «Антоний и Клеопатра» (перевод Д. Л. Михалковского)
- [www.lib.ru/SHAKESPEARE/shks_antony4.txt «Антоний и Клеопатра» (перевод О. Сороки)]
- [www.lib.ru/SHAKESPEARE/shks_a_k5.pdf «Антоний и Клеопатра». Отрывок в переводе А. Н. Островского]
- «Антоний и Клеопатра» в русских переводах в БД «Русский Шекспир»

## Комментарии
1. ↑  On the historical political context of the Aeneid and its larger influence on the Western literary tradition through the seventeenth century, see Quint, David. Epic and Empire: Politics and Generic Form from Virgil to Milton. — Princeton, New Jersey : Princeton University Press, 1993. — ISBN 978-0-691-06942-5.